# New Zealand Academy of Fine Arts

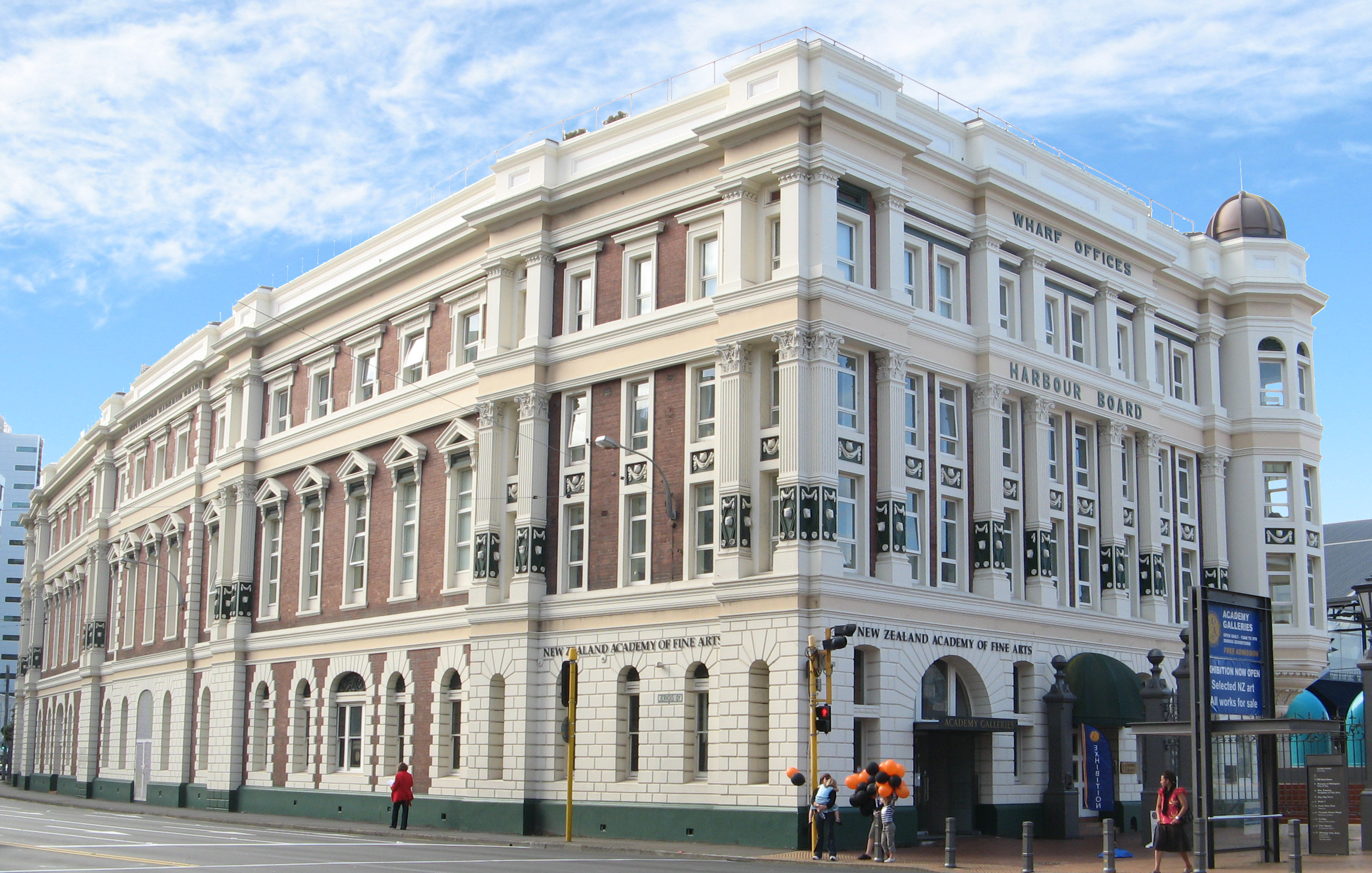
Wellington Harbour Board Wharf Office Building, in dem sich die Räume der New Zealand Academy of Fine Arts befinden

New Zealand Academy of Fine Arts ist eine eingetragene Gesellschaft und zugleich Wohltätigkeitsorganisation für die bildende Künste in Neuseeland. Die Organisation hat ihren Sitz am Queens Wharf in Wellington, der Hauptstadt Neuseelands.

## Geschichte

### Fine Arts Association of New Zealand
Der 28. Juni 1882 gilt gemeinhin als das Gründungsdatum der Fine Arts Association of New Zealand, obwohl an diesem Tag zunächst nur eine Gruppe von Künstler in den Räumen der Pharmaceutical Society in Wellington zusammenkamen und eine Gründung diskutierten sowie vorbereiteten. Unter ihnen war der Porträtmaler William Beetham (1809–1888), der den Vorsitz an diesem Tag führte, sowie der Künstler Charles Decimus Barraud und die etwas weniger bekannten Personen Noel Barraud, T. Silk, J. D. Treanore und R. T. Holmes. Man kam überein, dass es Zeit war in Wellington eine Gesellschaft zur Förderung und Anerkennung der Kunst zu gründen. Sie luden interessierte Personen zu einer öffentlichen Versammlung für den 5. Juli im Vortragsraum des Kolonialmuseums der Stadt ein. Den Vorsitz dort führte der Politiker Walter Mantell (1820–1895). 93 sogenannte Working Members und 19 Honorary Members trugen sich als Mitglieder für die noch zu gründende Association ein.
Am 12. Juli fand dann die Hauptversammlung in dem gleichen Gebäude statt. Der Name Fine Arts Association of New Zealand war geboren. Als Ziel der Association wurde festgelegt, die Kunst durch Ausstellungen und Kunstvereinigungen zu fördern. Erster Präsident der Vereinigung wurde William Beetham. Im März 1883 versuchte man in einer vorläufigen Überblicksaustellung die Qualität der von den Mitgliedern eingereichten Arbeiten zu bewerten und Arbeiten für eine erste Ausstellung auszusuchen. Im Juli des gleichen Jahres wurde dann 307 Exponate in einer offiziellen Jahresausstellung in den Räumen des Lyon Blair's Store in der Hunter Street ausgestellt. Als Schirmherr für die Ausstellung wurde seinerzeit der damalige Gouverneur von Neuseeland, Sir William Jervois gewonnen.

### New Zealand Academy of Fine Arts
1889 wurde die Fine Arts Association in eine Limited Liability Company (Gesellschaft mit beschränkter Haftung) umgewandelt und in New Zealand Academy of Fine Arts umbenannt. Im September des gleichen Jahres organisierte man dann die erste Annual Exhibition (jährliche Ausstellung) unter dem neuen Namen.
1928 bot die Academy of Fine Arts der Stadt an, ihre Galerie in der Whitmore Street zu verkaufen und den Erlös für den Bau einer neuen National Art Gallery zu spenden. Im Gegenzug wollte man dafür in einem Teil des Gebäudes Räume für eine eigene Galerie haben und diese für immer nutzen können. 1933 wurde ein entsprechender Vertrag unterzeichnet. 1936 zog man dann in das Gebäude der neu errichteten National Art Gallery in der Buckle Street um und spendete 299 Gemälde an die Gallery. Die Gemälde wurden damit Teil der nationalen Kunstsammlung.
Während des Zweiten Weltkriegs wurden die Räume der Academy of Fine Arts von der Royal New Zealand Air Force genutzt, worauf die Academy sich für die Zeit andere Räume in Wellington für ihre Ausstellungen suchen musste. Die 1960er Jahre brachten der Academy durch eine neue Generation von Künstlern eine neue Ausrichtung und so erweiterte man das Programm neben der Malerei in Richtung Druckgrafik, Bildhauerei, Keramik und Kunsthandwerk. Als ab Mitte der 1980er Jahre Pläne für ein neues nationales Museum, des Te Papa Tongarewa entwickelt wurde, kam die Academy of Fine Arts darin nicht vor. 1997 einigte man sich in einem Vergleich und konnte so im September 1998 drei Wohneinheiten im Erdgeschoss der alten Büros der Hafenbehörde in der Queens Wharf Nummer 1 mit einem Mietvertrag über 999 Jahre erhalten. Im Jahr 2007 änderte die New Zealand Academy of Fine Arts ihren rechtlichen Status und wechselte von einer Gesellschaft mit beschränkter Haftung zu einer eingetragenen Wohltätigkeitsorganisation mit gemeinnützigem Charakter.
Ende Oktober 2024 gab die New Zealand Academy of Fine Arts ihr Domizil in der Queens Warf 1 aus finanziellen Gründen auf. Mit dem Verkauf an die NZPS Management Limited endete nach 23 Jahren die Präsenz der Academy an einer der ersten Adressen der Stadt. Der Verkauf war nötig geworden, da die Academy ihre Schuldenlast nicht mehr tilgen konnte und von einer Liquidation bedroht war. Der Verkauf war nur noch die einzige Möglichkeit, die Schulden zu tilgen und einer Liquidation zu entkommen. Nun ohne Galerie und ohne Schulden, konnte die New Zealand Academy of Fine Arts ihre Arbeit mit organisierten Ausstellungen weiter fortführen.

## Präsidenten der Gesellschaft
| Amtszeit                             | Name                    | Bemerkung |
| ------------------------------------ | ----------------------- | --------- |
| Fine Arts Association of New Zealand |                         |           |
| 1882–1884                            | William Beetham         |           |
| 1884–1889                            | Charles Decimus Barraud |           |
| New Zealand Academy of Fine Arts     |                         |           |
| 1889–1898                            | Charles Decimus Barraud |           |
| 1898–1907                            | Walter Fell             |           |
| 1907–1911                            | H. S. Wardell           |           |
| 1911–1919                            | Henry Morland Gore      |           |
| 1919–1922                            | T. Shailer Weston       |           |
| 1923–1926                            | E. W. Hunt              |           |
| 1927–1928                            | Charles Wilson          |           |
| 1929–1931                            | T. Shailer Weston       |           |
| 1931–1931                            | George Troup            |           |
| 1932–1937                            | David Ewen              |           |
| 1938–1948                            | G. G. Gibbes Watson     |           |
| 1949–1962                            | W. S. Wauchop           |           |
| 1963–1966                            | J. O. Mercer            |           |
| 1967–1970                            | Reg J. Waghorn          |           |
| 1971–1973                            | Ian F. Calder           |           |
| 1974–1982                            | Brian Carmody           |           |
| 1983–1990                            | ????                    |           |
| 1990–????                            | Tony Arthur             |           |
| ????–????                            | Phillip Markham         |           |
| ????–1998                            | Tony Eden               |           |
| 1998–????                            | Patti Meads             |           |
| ????–????                            | Phillip Markham         |           |
| 2007–2009                            | Jenny Shear             |           |
| 2010–2014                            | Ian Hamlin              |           |
| 2014–2018                            | Greg Chaston            |           |
| 2019–2021                            | ????                    |           |
| 2022–aktuell                         | Wayne Newman            |           |

Quelle: The History of the N.Z. Academy of Fine Arts 1882–1982